# Останні з нас (телесеріал)
«Останні з нас» (англ. The Last of Us) — американський постапокаліптичний драматичний телесеріал, прем'єра якого відбулася на каналі HBO 15 січня 2023 року. Він заснований на відеогрі 2013 року The Last of Us, розробленій компанією Naughty Dog, і розповідає історію Джоела, контрабандиста, якому доручено супроводжувати підлітку Еллі через постапокаліптичні США, спустошені пандемією паразитичного грибка. Фільмування серіалу відбулися в канадському місті Калгарі (провінція Альберта).
Це перший серіал HBO, заснований на відеогрі. Сценаристами та виконавчими продюсерами є Крейґ Мезін і Ніл Дракманн, останній з яких працював над грою. Іншими виконавчими продюсерами є Керолін Штраусс, Роуз Лем, Еван Веллс, Асад Кизилбаш, Картер Суон і Юган Ренк. Серіал є спільним виробництвом Sony Pictures Television, PlayStation Productions, Naughty Dog, The Mighty Mint і Word Games. Композитор оригінальної гри Ґуставо Сантаолалья написав музику до серіалу.
В січні 2023 року телесеріал було продовжено на другий сезон.

## Акторський склад

### Головні ролі
- Педро Паскаль — Джоел, загартований уцілілий, якого мучить спогад про загибель його рідної дочки. Йому доручено вивезти 14-річну дівчину Еллі з карантинної зони. Педро Паскаль став доступний для фільмувань в новому серіалі після виходу другого сезону серіалу «Мандалорець». Йому надійшло кілька пропозицій від великих телевізійних і стримінґових мереж, з яких він вибрав «Останні з нас».
- Белла Рамзі — Еллі, 14-річна дівчина, сирота, в якої прояви непокори й гніву поєднуються з потребою в душевному зв'язку і причетності. Вона несприйнятлива до кордицепсу і може стати ключем до створення вакцини. Так само, як і в іграх, в серіалі Еллі гомосексуальна.

### Запрошені актори
- Ніко Паркер — Сара, дочка Джоела. У відеоіграх роль Сари виконувала Гана Гейз.
- Джон Ганна — доктор Ньюман, епідеміолог.
- Мерл Дендрідж[en] — Марлін, лідерка «Світляків», руху опору, який сподівається отримати свободу від військових. Дендрідж виконувала свою роль з відеоігор.
- Анна Торв — Тесс, загартована вціліла, партнерка Джоела по контрабанді. У першій грі її роль виконувала Енні Вершинґ.
- Ґабріель Луна — Томмі, молодший брат Джоела і колишній солдат, що не втратив ідеалізм і надію на щасливе майбутнє.
- Крістін Хакім[en] — Ратна Пертіві, професорка мікології Індонезійського Університету.
- Нік Офферман — Білл, виживальник, який живе в ізольованому місті разом з Френком. Спочатку на цю роль був запрошений Кон О'Ніл, але залишив проєкт через конфлікт зі знімальним графіком «Наш прапор означає смерть»[25][26]. У першій грі роль Білла грає Вільям Ерл Браун.
- Мюррей Бартлетт — Френк, партнер Білла. Френк ненадовго з'являвся у першій грі, але у нього немає діалогів.
- Ламар Джонсон[en] — Генрі, мешканець Канзас-сіті, що переховується від повстанців.
- Мелані Лінскі — Кетлін Коглан, очільниця революційного руху в Канзас-сіті.
- Кейвон Вудард — Сем, молодший брат Генрі, хлопчик із глухотою.
- Джеффрі Пірс[en] — Перрі, права рука Кетлін, бунтівник у карантинній зоні. У відеоіграх Пірс виконував роль Томмі.
- Рутина Веслі — Марія, дружина Томмі, депутатка ради громади Джексона.
- Ґрем Ґрін[en] — Марлон.
- Елейн Майлз[en] — Флоренс.
- Сторм Рейд — Райлі Абель, подруга Еллі, дівчина-сирота, яка росте в постапокаліптичному Бостоні.
- Террі Чен[en] — капітан Квонґ, керівник військової школи FEDRA.
- Скотт Шеперд[en] — Девід, лідер секти.
- Трой Бейкер — Джеймс, права рука Девіда, мисливець з релігійної общини. У відеоіграх Бейкер виконував роль Джоела.
- Ешлі Джонсон — Анна Вільямс, мати Еллі й подруга Марлін. У відеоіграх Джонсон виконувала роль Еллі.

### Камео
- Крейг Мезін — солдат (епізод 1).
- Скай Коутон, гімнастка і конторсіоністка — дівчинка-клікерка (епізод 5).
- Лора Бейлі — медсестра (епізод 9). У відеогрі Бейлі виконувала роль Еббі.
- Місті Лі — озвучування клікерок у серіалі та відеоіграх.
- Філіп Ковач — озвучування клікерів у серіалі та відеоіграх.

### Сезон 2
- Кейтлін Дівер — Еббі, бійчиня фронту визволення Вашингтона, яка прагне помсти[27][28]. Десять років тому Дракманн запрошував Дівер на роль Еллі у фільмі за мотивами гри, зйомки якого не відбулися[29].
- Ізабела Мерсед — Діна, жителька Джексона, романтичний інтерес Еллі[30][31].
- Янґ Мазіно[en] — Джессі, начальник патрульних, приятель Еллі та колишній Діни[30][31].
- Кетрін О'Гара — Ґейл, психотерапевтка в Джексоні[32].
- Роберт Джон Берк — Сет.

## Список епізодів
| Сезон | Епізоди | Епізоди | Оригінальний показ | Оригінальний показ |
| Сезон | Епізоди | Епізоди | Перший показ       | Останній показ     |
| ----- | ------- | ------- | ------------------ | ------------------ |
| 1     | 9       | 9       | 15 січня 2023      | 12 березня 2023    |
| 2     | 7       | 7       | 13 квітня 2025     | 25 травня 2025     |

### Перший сезон
| № серії | Назва серії                                                      | Режисер(и)    | Сценарист(и)               | Оригінальна дата показу |
| --- | ---------------------------------------------------------------- | ------------- | -------------------------- | ----------------------- |
| 1 | «Коли ти загубився у темряві» «When You're Lost in the Darkness» | Крейг Мезін   | Крейг Мезін і Ніл Дракманн | 15 січня 2023           |
| У 1968 році на токшоу вчений припускає, що найбільшою загрозою для людства є грибок, який не вбиває жертву, а бере її під контроль. Хоча такий грибок, кордицепс, вражає тільки комах, але глобальне потепління може спричинити появу кордицепса, небезпечного для людей. У 2003 році будівельник Джоел живе зі своєю дочкою Сарою в передмісті Остіна. Тим часом починається пандемія кордицепсу, що перетворює людей на зомбі. Влада приховує це, але Сара зауважує дивну активність правоохоронців. Вночі до Джела телефонує його брат Томмі, котрий потрапив у поліцію, та просить внести за нього заставу. Поки батька немає вдома, Сара бачить як сусідка перетворилася на зомбі. Згодом Джел і Томмі забирають її та терміново тікають, дізнавшись про пандемію. Під час втечі Сара поранилась і солдат, сприйнявши її за заражену, стріляє. Солдата вбиває Томмі, але дівчинка помирає на руках у батька. Через двадцять років грибок спустошив світ. Джоел живе в карантинній зоні Бостона, якою керує Федеральне агентство з реагування на стихійні лиха (FEDRA). Він заробляє контрабандою зі своєю напарницею Тесс. Коли Томмі не вдається зв'язатися зі знайомим Томмі у Вайомінгу, вони намагаються купити автомобільний акумулятор у місцевого дилера, щоб поїхати туди особисто. Але акумулятор купляють «Світляки», повстанська група, яка виступає проти антидемократичного режиму FEDRA. Намагаючись повернути акумулятор, вони виявляють, що угода пішла не так, як очікувалося і Марлін, поранена лідерка «Світляків», просить Джоела і Тесс взяти молоду юначку Еллі до Массачусетського Капітолію в обмін на припаси. Коли вони намагалися тихо піти, їх викриває солдат, і Еллі завдає йому удару ножем, коли він перевіряв їх на зараження. Солдат намагається застрелити Еллі, Джоел б'є його до смерті, згадавши смерть Сари. Портативний сканер випадково опиняється біля Еллі і Тесс розуміє, що дівчина заражена. Еллі запевняє, що була вкушена зомбі два тижні тому, хоча після укусу не виживають більше дня. Втікачі, ховаючись від солдатів FEDRA, входять у зону зараження. |                                                                  |               |                            |                         |
| 2 | «Інфікована» «Infected»                                          | Ніл Дракманн  | Крейг Мезін                | 22 січня 2023           |
| За два дні до спалаху в Джакарті вчена-міколог відвідує морг, де досліджує труп зараженої жінки. Зрозумівши загрозу, вона радить уряду негайно бомбити місто, щоб запобігти поширенню грибка. Сама вона вирішує загинути під бомбами з родиною. Тепер Еллі пояснює Джоелу та Тесс, що її треба доставити на захід у надії використати імунітет Еллі для пошуку ліків. На шляху до Массачусетського капітолію Еллі розповідає, що її вкусили, коли вона пробралася до торгового центру, щоб подивитися на залишки старого життя. Дорога кишить зараженими, до того ж вони спілкуються між собою через підземну грибницю. Тому мандрівники йдуть безпечнішим шляхом через музей, де на них нападають «клікери», що орієнтуються на звук. Зомбі знову кусає Еллі. Група прибуває до капітолію, але в тамтешньому осередку «Світляків» усі виявляються мертві. Тесс зізнається, що її теж вкусили, а укус Еллі починає заживати, підтверджуючи її імунітет. Джоел стріляє в зараженого, який встигає сповістити інших зомбі через грибницю. Тесс переконує його втекти з Еллі, а сама користується паливом і вибухівкою, щоб підірвати капітолій разом із собою та іншими зараженими. |                                                                  |               |                            |                         |
| 3 | «Багато-багато часу» «Long, Long Time»                           | Пітер Гоар    | Крейг Мезін                | 29 січня 2023           |
| За останньою порадою Тесс, Джоел з Еллі вирушають до Лінкольна відвідати союзників Білла та Френка, щоб отримати припаси. Дорогою вони знаходять купу скелетів, Джоел розповідає Еллі про страти урядом «зайвих» здорових людей у перші дні пандемії. Він припускає, що грибок спершу заразив якийсь поширений продукт харчування, що й зумовило масштаби зараження. У 2003 році Білл ховається від військових і виходить зі сховку, коли навколо нікого не лишилося. Він сам облаштовує укріплене поселення й живе у своє задоволення. За чотири роки в одну з його пасток потрапляє Френк, який прямує до Бостона з Балтімора, і просить поїсти. Він гостює у Білла і хоча той спершу хоче пошвидше прогнати Френка, двох чоловіків об'єднує любов до музики та їжі, тож Вони стають жити разом. Через багато років Френк зв'язується з Тесс по радіо та знайомиться з Джоелом. Потім на поселення нападають грабіжники, їх вдається вбити, але Білла ранять. Через деякий час, Френк опиняється прикутий до інвалідного візка та відчуває, що скоро помре. Френк просить Білла приспати його після того, як вони одружаться. Білл, не бажаючи жити без Френка, також накладає на себе руки. Джоел з Еллі прибувають трохи пізніше. Вони знаходять лист, який Білл залишив для Джоела, пояснюючи, що захист Френка надавав сенс його життю. Білл заповів Джоелу свої припаси. Взявши автомобіль і зброю, Джоел вирушає з Еллі шукати Томмі. |                                                                  |               |                            |                         |
| 4 | «Будь ласка, тримайся за руку» «Please Hold to My Hand»          | Джеремі Вебб  | Крейг Мезін                | 5 лютого 2023           |
| Їдучи через штат Міссурі на шляху до Вайомінгу, Джоел з Еллі потрапляють до руїн Канзас-Сіті. Джоел вирішує не повертатися, а поїхати крізь місто. Там обоє потрапляють у засідку бандитів. Джоел вбиває двох із них, але третій перемагає його та ледь не задушує до смерті. Еллі рятує його, вистріливши в нападника з Френкового пістолета, який вона ховала в рюкзаку. Решта бандитів на чолі з Кетлін потім знаходять тіла своїх спільників; Кетлін, вважаючи, що Джоел та Еллі знають Генрі, якого вона шукає, наказує своєму напарнику Перрі полювати на мандрівників. Джоел і Еллі зближуються, і він дозволяє їй залишити пістолет собі. Другий командир Кетлін, Перрі, показує своїй керівниці кімнату, де щось росте під землею, але Кетлін наказує йому приховати це, поки вони не знайдуть Генрі. Джоел з Еллі ночують у багатоповерхівці, поки не знайшли виходу з міста. Коли вони прокидаються, то бачать як Генрі та його молодший брат Сем тримають обох на прицілі. |                                                                  |               |                            |                         |
| 5 | «Витерпи та виживи» «Endure and Survive»                         | Джеремі Вебб  | Крейг Мезін                | 12 лютого 2023          |
| Генрі та Сем домовляються з Джоелом та Еллі, що разом виберуться з міста. Генрі розповідає як у місті спалахнуло повстання і тепер на нього полюють за колабораціонізм із FEDRA. Скориставшись підземними тунелями, втікачі дістаються до околиць Канзас-Сіті, поки Перрі безуспішно їх розшукує. Еллі дружиться з Семом, який захоплюється коміксами. Генрі зізнається Джоелу, що видав FEDRA брата Кетлін у обмін на ліки від лейкемії для Сема. Він шкодує, що став винуватцем смерті народного улюбленця і картає себе за це. Після втечі крізь тунелі групу атакує снайпер із вікна котеджу. Джоел підкрадається в обхід і вбиває його, але чує по радіо, що Кетлін наближається з ополченням. Розуміючи, що не встигне втекти, Джоел кричить аби Генрі та діти тікали самі. Кетлін знаходить Генрі та готується вбити разом із Семом. Але тут з-під землі виривається безліч інфікованих, у тому числі великий «товстун», який відриває голову Перрі, і дівчинка-«клікерка», яка вбиває Кетлін. Група переховується в мотелі, де Сем показує Еллі, що його вкусили. Еллі намагається зцілити його своєю кров'ю з порізу, але це не допомагає. Наступного ранку зараження Сема прогресує і він нападає на Еллі. Генрі змушений убити його, але потім застрелюється. Джоел і Еллі ховають їх і вирушають пішки на захід. |                                                                  |               |                            |                         |
| 6 | «Рідня» «Kin»                                                    | Ясміла Жбаніч | Крейг Мезін                | 19 лютого 2023          |
| Через три місяці після смерті Генрі та Сема, Джоел та Еллі подорожують гірською засніженою місциною. Від місцевих жителів вони дізнаються, що попереду річка, з-за якої ніхто не повертався. Попри застереження, обоє перетинають річку та опиняються в оточенні незнайомців. Джоела та Еллі приводять у невелику процвітаючу громаду в Джексоні, штат Вайомінг. Громада має грізну репутацію, але добре приймає гостей. Там Джоел зустрічає свого брата Томмі, який невдовзі стане батьком. Від його дружини Марії Еллі дізнається про долю Сари. Джоел розповідає брату про імунітет Еллі та власні побоювання, що не зможе захистити Еллі. Тому Джоел просить Томмі відвести Еллі до «Світляків», але той вагається, бо мусить дбати про власну родину. Еллі підслуховує їхню розмову. Вранці Джоел змінює свою думку й погоджується довезти Еллі на коні до Колорадо. В університеті, де мала бути база «Світляків», виявляється порожньо. Згідно з записів, вони переїхали до лікарні в Юті. В цей час по університету нишпоряться мародери. Коли один з них нападає на Джоела, Джоел вбиває його, але потім зауважує, що поранений уламком бити. Джоел та Еллі тікають від решти мародерів, але незабаром Джоел падає з коня непритомний. |                                                                  |               |                            |                         |
| 7 | «Полишені» «Left Behind»                                         | Ліза Джонсон  | Ніл Дракманн               | 26 лютого 2023          |
| Еллі та поранений Джоел переховуються в покинутому будинку в передмісті. Коли Джоелу стає дедалі гірше, він закликає Еллі залишити його та знайти Томмі. Еллі пригадує своє життя у військовій школі FEDRA, яку вона відвідувала зі подругою Райлі. Райлі втекла і зникла безвісти на три тижні, що змусило Еллі самотужки постояти за себе. Вона встряла в бійку та отримала застереження від капітана поліції, що ризикує стати на злочинний шлях, на якому змарнує своє життя. Він пропонує дівчині стати офіцером і боротися проти «Світляків». Райлі вночі проникає до кімнати гуртожитку, де спала Еллі, та розповідає їй, що приєдналася до «Світляків». Райлі намагається переманити подругу на свій бік, для чого веде її в покинутий торговий центр, куди FEDRA забороняє ходити. Дівчата розважаються там, відвідуючи фотозону, карусель і зал з аркадними автоматами. Райлі потім зізнається, що наступного дня покине Бостон, бо її призначили на посаду в Атланті. Хоча Еллі спочатку ображена, вона переконує Райлі залишитися, і вони цілуються. Несподівано на них нападає інфікований, якого приманило світло. Еллі вдається вбити його ножем, але потім вона бачить, що її та Раллі вкушено. Обидві вирішують прожити останні години, якими б вони не були, а не накладати на себе руки. В сучасності це надихає Еллі спробувати врятувати Джоела. Вона знаходить голку з нитками та береться зашивати його рану. |                                                                  |               |                            |                         |
| 8 | «Коли ми в потребі» «When We Are in Need»                        | Алі Абассі    | Крейг Мезін                | 5 березня 2023          |
| Еллі вирушає на полювання, щоб нагодувати Джоела. Вона підстрелює оленя, котрого знаходять проповідник Девід та його товариш-мисливець Джеймс. Дівчина погоджується обміняти оленя на пеніцилін. Девід розуміє, що Еллі пов'язана з убивцею чоловіка з його громади. Він замислює вбити Джоела, але різко заперечує всі пропозиції вбити також і Еллі. Наступного дня Джоелу завдяки уколу пеніциліну кращає. Але Девід і його люди обшукують місцевість, щоб помститися Джоелу. Еллі тікає, щоб відвернути їхню увагу, але її схоплюють і замикають у клітці. Дівчина розуміє, що Девід через голодну зиму годує свою паству людським м'ясом, брешучи людям, що це оленина. Тим часом Джоел отямлюється, зненацька нападає на двох розвідників і примушує їх розповісти місцезнаходження Еллі. Девід намагається переманити Еллі на свій бік, але вона відмовляється і кусає проповідника. Тоді Девід і Джеймс намагаються вбити Еллі, але вона каже, що заражена. Поки чоловіки спантеличені цим, Еллі вбиває Джеймса й тікає. Девід полює на неї та здогадується, що дівчина імунна. Їй вдається перемогти Девіда та вбити його кухонним тесаком. Джоел знаходить травмовану Еллі біля палаючого будинку общини та втішає її. |                                                                  |               |                            |                         |
| 9 | «Шукай світло» «Look for the Light»                              | Алі Абассі    | Крейг Мезін і Ніл Дракманн | 12 березня 2023         |
| Флешбек показує як мати Еллі, Анна, заразилася незадовго до пологів. Її знаходить Марлін, яка на прохання Анни забирає Еллі та застрелює породіллю. У сучасності Джоел розповідає Еллі про свою спробу самогубства після смерті Сари. Джоел та Еллі приходять у місто, де солдати «Світляків» захоплюють їх. Коли Джоел отямлюється в лікарні, Марлін пояснює, що лікарі готують Еллі до операції. Їм потрібно взяти зразки з головного мозку, і Джоел розуміє, що процедура вб'є Еллі. Марлін наказує Джоелу забиратися, якщо він незгідний, але той дорогою вбиває своїх конвоїрів, кількох солдатів і хірурга, щоб урятувати Еллі. Джоел несе її непритомну з лікарні, але Марлін перестріває їх на стоянці. Під час суперечки Джоел застрелює Марлін. Коли Еллі прокидається від наркозу, Джоел вигадує, що «Світляки» проводили якісь тести і покинули розробку ліків; а потім на лікарню напали грабіжники, тож тепер дорога в Джексон. В околицях міста Еллі наполягає, щоб Джоел поклявся, що його розповідь правдива. Джоел запевняє, що все було так, як він розповів. |                                                                  |               |                            |                         |

### Другий сезон
| № серії (загалом) | № серії (в сезоні) | Назва серії                         | Режисер(и)         | Сценарист(и)                            | Оригінальна дата показу | Глядачів U.S. (млн) |
| ----------------- | ------------------ | ----------------------------------- | ------------------ | --------------------------------------- | ----------------------- | ------------------- |
| 10                | 1                  | «Майбутні дні» «Future Days»        | Крейг Мезін        | Крейг Мезін                             | 13 квітня 2025          | 0.938               |
| 11                | 2                  | «Крізь долину» «Through the Valley» | Марк Майлод        | Крейг Мезін                             | 20 квітня 2025          | 0.643               |
| 12                | 3                  | «Шлях» «The Path»                   | Пітер Хоар         | Крейг Мезін                             | 27 квітня 2025          | 0.768               |
| 13                | 4                  | «День перший» «Day One»             | Кейт Геррон        | Крейг Мезін                             | 4 травня 2025           | 0.774               |
| 14                | 5                  | «Відчуй її любов» «Feel Her Love»   | Стівен Вільямс     | Крейг Мезін                             | 11 травня 2025          | 0.652               |
| 15                | 6                  | «Ціна» «The Price»                  | Ніл Дракманн       | Ніл Дракманн, Геллі Гросс і Крейг Мезін | 18 травня 2025          | 0.701               |
| 16                | 7                  | «Конвергенція» «Convergence»        | Ніна Лопес-Коррадо | Ніл Дракманн, Геллі Гросс і Крейг Мезін | 25 травня 2025          | 0.680               |

## Виробництво

### Розробка
Після виходу відеогри The Last of Us від Naughty Dog у 2013 році, були зроблені дві спроби екранізації: художній фільм, де сценаристом повинен був стати автор і креативний директор гри Ніл Дракманн, і де продюсером повинен був стати Сем Реймі, але потрапив у виробниче пекло в 2016 році, а анімаційна короткометражна адаптація від Oddfellows була скасована компанією Sony. У березні 2020 року було оголошено, що телевізійна адаптація перебуває на стадії планування HBO, і вона, як очікується, охоплюватиме події цієї гри й, можливо, деякі частини її продовження, The Last of Us Part II (2020). Поряд з Дракманном, Крейґ Мезін був призначений сценаристом і виконавчим продюсером серіалу, в той час, як телепродюсер Керолін Штраусс і президент Naughty Dog Еван Веллс були оголошені додатковими виконавчими продюсерами. Серіал став спільним виробництвом Sony Pictures Television, PlayStation Productions і Naughty Dog; це перше шоу, виробництвом якого займалася PlayStation Productions.
У червні 2020 року Юган Ренк був оголошений виконавчим продюсером та режисером пілотного епізоду; до листопада 2020 він пішов з посади режисера через конфлікти в розкладі в результаті пандемії COVID-19. 20 листопада 2020 року телеканал HBO дав серіалу зелене світло. Асад Кизилбаш і Картер Суон із PlayStation Productions були призначені виконавчими продюсерами, і компанія Word Games також приєдналася до виробництва проєкту. У січні 2021 The Mighty Mint приєдналася до виробництва, і Кантемір Балагов був оголошений режисером пілотного епізоду. За словами професійного партнера Балагова, Олександра Роднянського, режисер уже кілька років був зацікавлений в адаптації гри. Роднянський казав, що Балагов стане режисером кількох епізодів. Мейзін говорив, що Балагов буде режисером перших кількох епізодів. У лютому 2021 року Роуз Лем також стала виконавчим продюсером. Відповідно до Гільдії режисерів Канади, підготовка до виробництва серіалу в Калгарі, Альберта, почалася 15 березня 2021; Мейзін прибув до Калгарі у травні. У квітні 2021 року Алі Аббасі та Ясміла Жбаніч були оголошені як додаткові режисери серіалу. У липні 2021 року Мейзін заявив, що скоро будуть оголошені ще два режисери, і повідомив, що перший сезон складатиметься з десяти епізодів. Оновлення біографії Балагова в Instagram в липні 2021 показало, що серіал почне виходити в ефір у 2022. У жовтні 2022 року Балагов заявив, що залишив проєкт за рік до цього через творчі розбіжності.
Роднянський стверджував, що шоу триватиме протягом декількох сезонів; Мейзін припустив, що другий сезон імовірний, якщо перший буде добре прийнятий. Дракманн сказав, що перший сезон охоплюватиме події першої гри.

### Сценарій
Мейзін та Дракманн пишуть сценарії до серіалу. Мейзін, фанат відеогри, був представлений Дракманну через Шеннон Вудворд, спільну подругу, яка зобразила Діну в другій частині гри. Дракманн, шанувальник серіалу Мейзіна «Чорнобиль», спочатку працював над кіноадаптацією гри; Мейзін відчував, що для неї потрібна довжина і темп телесеріалу, і Дракманн погодився. Мейзін сказав, що зміни, зроблені для адаптації, «призначені доповнити елементи та розширювати, не скасовувати, а покращувати». Він зазначив, що серіал уникає епізодичних сюжетних ліній, таких як випадкові зустрічі, які відсутні в оригінальній історії. Він додав, що контент, який був вирізаний з гри, буде доданий до шоу, включаючи один «приголомшливий» момент, який йому описав Дракманн. Дракманн зазначив, що деякі сценарії серіалу запозичують діалоги безпосередньо з гри, тоді як інші сильно відхиляються від неї; на прохання HBO деякі з навчальних сцен будуть змінені, щоб більше зосередитися на драмі персонажів шоу.

### Фільмування
Знімання серіалу почалися в Калґарі, Альберта, 12 липня 2021 і повинні завершитися 8 червня 2022. Роднянський очікував, що епізоди Балагова будуть завершені до кінця 2021. Мейзін зазначив, що оператор Ксенія Середа, часта співробітниця Балагова, швидше за все, працюватиме над серіалом. У червні 2021 року Ебен Болтер повідомив, що він працюватиме оператором у шоу.
У січні 2022 року торговий центр Northland Village Mall на північному заході Калгарі був оформлений для знімання. Зйомки проходили в національному парку Окотокс і Вотертон-Лейкс у лютому, а в березні на три дні було закрито смугу аеропорту на північному сході Калгарі. Епізоди Вебба почали знімати в березні 2022 року і тривали до кінця основних зйомок у червні.

### Музика
Ґуставо Сантаолалья, який написав музику для двох відеоігор і The Last of Us: Left Behind (2014 року), написав музику для телесеріалу разом з Девідом Флемінгом; перший написав вступну тему.
У першому епізоді звучать пісні Tomorrow Авріл Лавін та White Flag Dido, щоб передвістити долю Сари та розвиток персонажа Джоела. У фінальній сцені та титрах використана пісня Never Let Me Down Again гурту Depeche Mode, яку Мезін обрав завдяки поєднанню оптимістичного звучання та похмурого тексту:40:25; пісня повертається в шостому епізоді у виконанні доньки Мейзіна Джессіки, щоб відобразити почуття Еллі. У третьому епізоді використовується пісня Long, Long Time Лінди Ронстадт, яка розкриває теми нездійсненого кохання та того, як час лікує рани, перегукуючись із стосунками Білла та Френка. Після виходу епізоду в ефір прослуховування цієї пісні значно збільшилося. Назва четвертого епізоду відсилає до тексту пісні Alone and Forsaken Генка Вільямса, яка звучить в епізоді та оригінальній грі:1:01. До серіалу увійшли пісні гурту Pearl Jam.

## Випуск
Прем'єра телесеріалу відбулася на американському каналі HBO 15 січня 2023 року. Випуск епізодів супроводжує офіційний подкаст, у якому ведучий Трой Бейкер розбирає серіал разом з Мезіним і Дракманном.

## Сприйняття
На агрегаторі рецензій Rotten Tomatoes 96 % з 382 відгуків критиків на серіал є схвальними, з середньою оцінкою 8,75/10 та статусом «сертифікований свіжий». Критичний консенсус сайту стверджує: «Зберігаючи найзахопливіші аспекти улюбленого вихідного матеріалу й водночас глибше занурюючись в історію, „Останні з нас“ — гідне запойного перегляду телебачення, що належить до найкращих адаптацій відеоігор усіх часів.». На Metacritic середньозважена оцінка критиків складає 84/100 на основі 42 рецензій, що означає «загальне визнання», зі статусом «обов'язково переглянути».
Прем'єрний епізод зібрав 4,7 млн глядачів у Сполучених Штатах у першу ніч після виходу, що зробило його другим за обсягом авдиторії дебютом для HBO з 2010 року після «Дому Дракона». За два дні кількість глядачів зросла до 10 млн, а за тиждень досягнула 18 млн. Другий епізод показав найбільший приріст глядацької авдиторії в історії HBO: 5,7 млн або +22 %.
Педро Паскаль (виконавець ролі Джоела), після виходу третього епізоду знявся в шоу «Saturday Night Live» у пародії на «Останні з нас». Ця пародія є трейлером неіснуючого фільму за Mario Kart, знятим у стилі «Останніх з нас».

### Нагороди
«Останні з нас» стали першою кіноадаптацією відеогри, відзначеною головними преміями: 24 номінації на «Еммі» в категорії «Прайм-тайм» і вісім перемог у категорії «Творчі мистецтва». Серіал здобув дві нагороди Гільдії кіноакторів і нагороду Гільдії режисерів Америки, а також по дві номінації премій Гільдії сценаристів і Гільдії продюсерів Америки. Номінований на три премії «Вибір критиків», три «Золотих глобуси» і п'ять премій Асоціації телевізійних критиків. Очолив Astra Creative Arts TV Awards із шістьма номінаціями й MTV Movie & TV Awards з трьома перемогами, включно з «найкращим серіалом». Номінований на п'ять жанрових премій «Сатурн», шість премій «Вибір народу», включно з «серіалом року», очолив премію «Незалежний дух» із чотирма номінаціями.